# キャイ〜ン式
『キャイ〜ン式』（キャイ〜ンスタイル）は、一部TBS系列局で放送されていたTBS製作のバラエティ番組である。製作局のTBSでは2001年10月3日（2日深夜）から2002年3月27日（26日深夜）まで、毎週水曜 0:50 - 1:50（火曜深夜）に放送。

## 出演者
- 天野ひろゆき（キャイ〜ン）
- ウド鈴木（キャイ〜ン）
- 新山千春
- ずん
- エネルギー

## 放送内容
放送開始当初の番組は複数の企画を実施していたが、予算の関係からか、後期に入ると毎回1つのテーマをもとにしたコントロケを行うようになった。
- 天才 - 天野と「天然」ウドが企画立案した超オバカ企画を映像化。
- パンストねるとん - 「恋愛は外見ではなく中身だ!」というウドの提案で行った、男女ともにパンストを被ったままで行う合コン企画。
- ファミリングカップル5vs5 - 彼女の欲しい男子と娘に彼氏を見つけてあげたい母親によるフィーリングカップル企画。母親ではなく、父親によるバージョンもあった。
- ウドトーク - 毎週、旬のグラビアアイドルをウドの部屋に招き、スタッフが介在しない密室で行うセクハラギリギリのトークコーナー。映像は全て定点カメラ。
- イモコン。 - 「ヒデキの妹オーディション」という企画で合格したメンバーが番組内ユニット「イモコン。」として活躍。番組内でオリジナル曲「がんばって君へ」も制作。メンバーの中には、その後も他のバラエティ番組で活躍している山本梓や若槻千夏がいた。
  - 長女 藤田香織（あねりん）
  - 次女 山本梓（あずあず）
  - 三女 中村明香（にゅうにゅう）
  - 四女 沢松綾子（あーちん）
  - 五女 若槻千夏（ちーちー）
  - 六女 佐藤美希（みっきー）
  - 七女 杉村瞳（ひとみん）
  - 従姉妹 井本絵美

## スタッフ
- 企画：キャイ〜ン（天野ひろゆき、ウド鈴木）
- 構成：中井まろやか、渡辺鐘
- プロデューサー：斉藤匠
- 総合演出：田口マサキ
- ディレクター：中野テツジロ、鈴川裕也、小俣猛、ジャイアン藤田

## 放送局
- TBS（製作局）
- テレビユー山形
- 北陸放送
- 静岡放送
- 中部日本放送
- 伊予テレビ

| TBS 水曜0:50枠（火曜深夜）                                                                                     | TBS 水曜0:50枠（火曜深夜）                     | TBS 水曜0:50枠（火曜深夜）                                |
| 前番組 | 番組名                                         | 次番組                                                    |
| --- | ---------------------------------------------- | --------------------------------------------------------- |
| もうすぐワンダフル / ワンダフル ※前日23:50 - 0:55 ぜったい!キャイ〜ン ※0:55 - 1:25 24人の加藤あい ※1:25 - 1:55 | キャイ〜ン式 （2001年10月3日 - 2002年3月27日） | イケチキ!! ※0:50 - 1:20 週刊アサ㊙ジャーナル ※1:20 - 1:50 |

| スタブアイコン | サブスタブ | この項目は、まだ閲覧者の調べものの参照としては役立たない、テレビ番組に関連した書きかけの項目です。この項目を加筆・訂正などしてくださる協力者を求めています（P:テレビ/PJ:放送または配信の番組）。 |